# 蓬萊町 (横浜市)
蓬萊町（ほうらいちょう）は、神奈川県横浜市中区の地名。現行行政地名は蓬萊町1丁目から蓬萊町3丁目（字丁目）。住居表示未実施区域。

## 地理
中区の北部に位置し、南東に万代町、南西に長者町、北西に羽衣町、北東に港町と接している。

## 歴史

### 沿革
- 1889年（明治22年）4月1日 - 横浜市に編入。横浜市蓬萊町となる[6]。
- 1927年（昭和2年）10月1日 - 横浜市の区制施行により、中区を新設。横浜市中区蓬萊町となる[7]。
- 1928年（昭和3年）9月1日 - 蓬萊町の一部を長者町へ編入[8]。
- 1967年（昭和42年）2月7日 - 蓬萊町の一部を羽衣町へ編入[9]。
- 2022年（令和4年）11月1日 - 蓬莱町が暴力団排除特別強化地域に指定[10]。

## 世帯数と人口
2025年（令和7年）6月30日現在（横浜市発表）の世帯数と人口は以下の通りである。
| 丁目        | 世帯数  | 人口  |
| ----------- | ------- | ----- |
| 蓬萊町1丁目 | 84世帯  | 133人 |
| 蓬萊町2丁目 | 253世帯 | 370人 |
| 蓬萊町3丁目 | 223世帯 | 352人 |
| 計          | 560世帯 | 855人 |

### 人口の変遷
国勢調査による人口の推移。
| 年                 | 人口 |
| ------------------ | ---- |
| 1995年（平成7年）  | 304  |
| 2000年（平成12年） | 505  |
| 2005年（平成17年） | 657  |
| 2010年（平成22年） | 734  |
| 2015年（平成27年） | 842  |
| 2020年（令和2年）  | 846  |

### 世帯数の変遷
国勢調査による世帯数の推移。
| 年                 | 世帯数 |
| ------------------ | ------ |
| 1995年（平成7年）  | 161    |
| 2000年（平成12年） | 261    |
| 2005年（平成17年） | 356    |
| 2010年（平成22年） | 438    |
| 2015年（平成27年） | 509    |
| 2020年（令和2年）  | 548    |

## 学区
市立小・中学校に通う場合、学区は以下の通りとなる（2024年11月時点）。
| 丁目        | 番・番地等 | 小学校             | 中学校                 |
| ----------- | ---------- | ------------------ | ---------------------- |
| 蓬萊町1丁目 | 全域       | 横浜市立本町小学校 | 横浜市立横浜吉田中学校 |
| 蓬萊町2丁目 | 全域       | 横浜市立本町小学校 | 横浜市立横浜吉田中学校 |
| 蓬萊町3丁目 | 全域       | 横浜市立本町小学校 | 横浜市立横浜吉田中学校 |

## 事業所
2021年（令和3年）現在の経済センサス調査による事業所数と従業員数は以下の通りである。
| 丁目        | 事業所数  | 従業員数 |
| ----------- | --------- | -------- |
| 蓬萊町1丁目 | 26事業所  | 468人    |
| 蓬萊町2丁目 | 106事業所 | 994人    |
| 蓬萊町3丁目 | 10事業所  | 135人    |
| 計          | 142事業所 | 1,597人  |

### 事業者数の変遷
経済センサスによる事業所数の推移。
| 年                 | 事業者数 |
| ------------------ | -------- |
| 2016年（平成28年） | 116      |
| 2021年（令和3年）  | 142      |

### 従業員数の変遷
経済センサスによる従業員数の推移。
| 年                 | 従業員数 |
| ------------------ | -------- |
| 2016年（平成28年） | 933      |
| 2021年（令和3年）  | 1,597    |

## その他

### 日本郵便
- 郵便番号 : 231-0048[3]（集配局：横浜港郵便局[20]）

### 警察
町内の警察の管轄区域は以下の通りである。
| 丁目        | 番・番地等 | 警察署         | 交番・駐在所 |
| ----------- | ---------- | -------------- | ------------ |
| 蓬萊町1丁目 | 全域       | 伊勢佐木警察署 | 吉田橋交番   |
| 蓬萊町2丁目 | 全域       | 伊勢佐木警察署 | 吉田橋交番   |
| 蓬萊町3丁目 | 全域       | 伊勢佐木警察署 | 吉田橋交番   |